# Hemerotrecha proxima
Espèce
Hemerotrecha proxima est une espèce de solifuges de la famille des Eremobatidae.

## Distribution
Cette espèce est endémique du Nevada aux États-Unis,. Elle se rencontre dans le comté de Nye.

## Description
Les mâles mesurent de 9,5 à 12,0 mm et les femelles de 13,5 à 17,0 mm.

## Publication originale
- Muma, 1963 : Solpugida of the Nevada Test Site. Brigham Young University Science Bulletin. Biological series, vol. 3, no 2, p. 1-15.